# 윤상현 (정치인)
윤상현(尹相現, 1962년 12월 1일~)은 대한민국의 제18·19·20·21·22대 국회의원이다.
제22대 인천광역시 동구·미추홀구 을 국회의원(5선)이다. 2015년, 대통령비서실 정무특별보좌관을 지낸 바 있다. 그는 1985년 전두환 대통령의 사위가 되었다.  이후 2005년 이혼하였으며, 2010년 신경아와 재혼해 신격호 롯데그룹 회장의 조카사위이기도 하다.

## 생애
윤성현은 1962년 충청남도 청양군 청남면 청소리에서 태어났다. 공군사관이었던 그의 아버지는 윤광순으로 공군사관학교를 졸업하고 공군 대령 예편 이후 한국투자신탁(현 한국투자금융그룹의 계열사)의 사장을 지냈다. 그의 부친은 전두환의 처남 이창석과 함께 주유소 사업 등을 동업했다. 윤상현은 서울대학교 경제학과에 입학했고 1985년 졸업 후 당시 현직 대통령 전두환의 3남1녀 중 외동딸인 전효선씨와 1985년 6월 청와대 영빈관에서 권이혁 전 문교부 장관의 주례로 결혼식을 올렸다.
이후 미국 조지타운 대학교로 유학을 떠나 1988년 첫딸 서연을, 1991년 둘째딸 정연을 얻었으며 박사학위와 변호사 시험에 합격한 그는 1998년 서울대 초빙교수로 귀국했다. 부인과 자녀들은 미국에 남았다.
2002년 이회창 한나라당 총재와의 인연으로 정치권에 입문했으며 지난 2004년 17대 총선 때 인천 남구을 선거구에서 낙선했다. 선거 막판 상대 후보에게 '전두환 전 대통령의 사위'임과 세금 체납 사실로 공격받았었다.
2007년 한나라당 후보 경선에서 MB(이명박)계와 친박근혜(친박)계가 대립할 때 박근혜 캠프로 들어가 충성심을 인정받았다. 이어 2008년 인천 남구 을 국회의원에 당선된 그는 당시 한나라당 대변인을 지내며 열린우리당의 대북 정책 등 각종 정책을 비판했다.
2010년 그는 신준호 푸르밀 회장의 장녀 신경아 대선그룹 상무이사와 재혼했다. 특히 당시 박근혜 의원은 2010년 신격호 롯데 그룹 회장의 조카사위가 된 윤 의원의 재혼 때 참석하기도 했었다. 이후 2012년 박근혜 대통령후보 수행단장에 이어 박근혜 정부 들어 새누리당 원내수석부대표를 지냈고 당 사무총장을 맡아 2015년 7·30재보선 공천을 총괄했다.
충남 청양군 출신인 그는 1대 회장인 고 성완종 경남기업 회장에 이어 충청포럼 회장에 만장일치로 추대됐다. 충청포럼을 맡은 현 정권 실세인 그가 반기문 유엔 사무총장(충북 음성군 출신)과 정치권의 가교 역할을 하는 것이 아니냐는 관측도 나오고 있다.
2016년 20대 총선 직전 김무성 새누리당 대표를 두고 모 의원에게 험담한 녹취록이 채널 A를 통해 공개돼 당내 갈등을 일으키면서 공천에서 탈락했다. 막말 파문 얼마 후인 2016년 3월 23일 새누리당을 탈당한 뒤 무소속으로 제20대 총선 인천 남구 을 지역구에 출마해 48.1%의 득표율로 당선됐다. 선거일 바로 다음날인 2016년 4월 14일 현재 새누리당에 복당을 신청해 6월 16일 유승민 의원 등과 함께 재입당했다.

## 학력
- 1975년 서울은로국민학교 졸업
- 1978년 동양중학교 졸업
- 1981년 영등포고등학교 졸업
- 1985년 서울대학교 경제학과 졸업
- 1987년 조지타운 대학교 대학원 외교학과 석사과정 졸업, 외교학석사
- 1994년 조지 워싱턴 대학교 국제정치대학원 박사과정 졸업, 국제정치학박사(학위논문명 : South Korea's nordpolitik with special reference to its relationship with China)

### 명예 박사 학위
- 2015년 조선대학교 명예 경영학 박사

## 경력
- 미국 하버드대학교, 미국의회 조사국 객원 연구원
- 미국 존스홈킨스 국제관계대학원(SAIS) 동북아문제담당 초빙조교수
- 서울대학교 초빙교수
- 인하대학교 교육연구소 연구교수
- 인천시축구연합회 회장
- 배드민턴연합회 자문위원
- 대한씨름협회 자문위원
- 재인 충청도민회 부회장
- 재인천 청양군민회 회장
- 충청청년연합회 자문위원
- 한국청소년문화사업단 후원회장
- 남북관계발전특별위원회 위원
- 정책기획위원회 위원
- 2000년: 한나라당 입당
- 2000년: 제16대 국회의원 선거 서울 동작구 을 한나라당 국회의원 예비후보
- 2002년: 2002년 상반기 재보궐선거 경기 하남시 한나라당 국회의원 예비후보
- 2002년: 제16대 대통령 선거 한나라당 이회창 대통령 후보 정책특보
- 2003년~2004년: 한나라당 인천광역시 지부 남구 을 지구당위원장
- 2004년~2012년: 한나라당 인천광역시당 남구 을 당원협의회 위원장
- 2007년: 제17대 대통령 선거 한나라당 이명박 대통령 후보 선거대책위원회 정책기획위원
- 2007년~2008년: 제17대 대통령직인수위원회 상임자문위원
- 세계합기도협회 한민족기도 무술협회 부총재
- 2008년: 세계합기도협회 한민족기도 무술협회 부총재
- 2008년: 한나라당 인천광역시당 정책위원장
- 2008년: 한나라당 중앙당 통일안보 특위위원
- 2008년~2009년: 한나라당 원내부대표
- 2008년 미국산 쇠고기 수입협상 국정조사특별위원회 위원
- 2008년 4월 9일: 대한민국 제18대 국회의원 선거 당선(인천 남구 을, 한나라당, 초선)
- 2008년 5월~2012년 2월 제18대 국회의원(인천 남구 을, 한나라당→새누리당, 초선)
  - 2008. 06 ~ 2010. 05: 제18대 국회 전반기 외교통상통일위원회 위원
  - 2008. 06 ~ 2009. 05: 제18대 국회 전반기 국회운영위원회 위원
  - 2010. 06~ 2012. 05: 제18대 국회 후반기 외교통상통일위원회 위원
- 2008년 7월: 한나라당 대변인
- 한나라당 중앙당 남북정상회담 TF팀 특위위원
- 한나라당 제2정책조정위원회 부위원장
- 한나라당 중앙당 국제위원회 위원
- 한나라당 통일안보특별위원회 위원
- 한나라당 인천광역시당 수석부위원장
- 한나라당 정책위원회 부의장
- 2012년 2월~2016년 3월: 새누리당 인천광역시당 남구 을 당원협의회 위원장
- 2012년 4월 11일: 대한민국 제19대 국회의원 선거 당선(인천 남구 을, 새누리당, 재선)
- 2012년 5월~2016년 5월: 제19대 국회의원(인천 남구 을, 새누리당→무소속, 재선)
  - 2012. 07 ~ 2013. 05: 제19대 국회 전반기 정보위원회 간사
  - 2013. 04 ~ 2016. 05: 제19대 국회 전·후반기 외교통일위원회 위원
  - 2013. 06 ~ 2014. 05: 제19대 국회 전반기 국회운영위원회 간사
- 2012년 6월~2012년 8월: 제18대 대통령 선거 새누리당 박근혜 대통령 경선후보 공보단장
- 2013년 5월~2014년 5월: 새누리당 원내수석부대표
- 2014년 5월~2014년 7월: 새누리당 사무총장
- 2015년 2월~2015년 10월: 대통령비서실 정무특별보좌관
- 2016년 4월 13일: 대한민국 제20대 국회의원 선거 당선(인천 남구 을, 무소속, 3선)
- 2016년 5월~2020년 5월: 제20대 국회의원(인천 남구 을, 무소속→새누리당→자유한국당→미래통합당→무소속, 3선)
  - 2016. 06 ~ 2018. 05: 제20대 국회 전반기 외교통일위원회 위원
  - 2018. 07 ~ 2019. 03: 제20대 국회 후반기 외교통일위원회 위원
  - 2018. 03 ~ 2020. 05: 제20대 국회 후반기 외교통일위원회 위원장
- 2016년 6월~2017년 2월: 새누리당 인천광역시당 남구 을 당원협의회 위원장
- 2017년 1월: 새누리당 당원권정지 1년 처분
- 2017년 2월~2018년 6월: 자유한국당 인천광역시당 남구 을 당원협의회 위원장
- 2017년 5월 자유한국당 당원권정지 징계 해제
- 2017년 12월~2018년 12월 자유한국당 정책위원회 부의장
- 2018년 7월~2020년 2월: 자유한국당 인천광역시당 미추홀구 을 당원협의회 위원장
- 2019년 2월: 자유한국당 북핵외교안보특별위원회 부위원장
- 2019년 6월 : 자유한국당 인재영입위원회 위원(외교·안보 인재)
- 2019년 7월 : 자유한국당 日수출규제 대책 특별위원회 부위원장
- 2020년 4월 15일: 대한민국 제21대 국회의원 선거 당선(인천 동구·미추홀구 을, 무소속, 4선)
- 2020년 5월~2024년 5월: 제21대 국회의원(인천 동구·미추홀구 을, 무소속→국민의힘, 4선)[2][3]
  - 2020. 07 ~ 2022. 05: 제21대 국회 전반기 문화체육관광위원회 위원
  - 2020. 07 ~ 2022. 05: 제21대 국회 전반기 문화체육관광위원회 예산결산심사소위원회 위원
  - 2020. 07 ~ 2024. 05: 제21대 국회 포스트코로나 경제연구포럼 대표의원
  - 2022. 07 ~ 2023. 02: 제21대 국회 후반기 정무위원회 위원
    - 제21대 국회 후반기 정무위원회 청원심사소위원회 위원

  - 2022. 12 ~ 2024. 05: 한-남아시아 의회외교포럼 공동회장
  - 2023. 02 ~ 2023. 12: 제21대 국회 후반기 외교통일위원회 위원
  - 2023. 12 ~ 2024. 05: 제21대 국회 후반기 국방위원회 위원
- 2021년 10월~2021년 11월: 제20대 대통령 선거 국민의힘 윤석열 대통령 경선후보 국민캠프 조직본부 특보단 총괄특보단장
- 2021년 12월~2022년 3월: 제20대 대통령 선거 국민의힘 인천을 살리는 선거대책위원회 선거대책위원장단 총괄선거대책위원장
- 2022년 2월~: 국민의힘 인천광역시당 동구·미추홀구 을 당원협의회 위원장
- 2022년 4월~2022년 5월: 2022년 6월 재보궐선거 국민의힘 국회의원 보궐선거 공천관리위원회 위원장
- 2024년 3월~2024년 4월: 제22대 국회의원 선거 국민의힘 중앙선거대책위원회 인천 권역 선대위원장
- 2024년 3월~2024년 4월: 제22대 국회의원 선거 국민의힘 인천선거대책위원회 총괄선거대책위원장
- 2024년 4월 10일: 대한민국 제22대 국회의원 선거 당선(인천 동구·미추홀구 을, 국민의힘, 5선)
- 2024년 5월~: 제22대 국회의원(인천 동구·미추홀구 을, 국민의힘, 5선)
  - 2024. 06 ~ 2025. 02: 제22대 국회 전반기 외교통일위원회 위원
  - 제22대 국회 전반기 외교통일위원회 예산·결산·기금심사 소위원회 위원
  - 미래 국토인프라혁신 포럼 구성의원
  - 지속 가능 성장을 위한 구조개혁 실천 포럼 구성의원
  - 국가혁신전략포럼 대표의원
  - 2025. 02 ~ 2025. 02: 제22대 국회 전반기 국방위원회 위원
  - 2025. 02 ~ 2025. 06: 제22대 국회 전반기 외교통일위원회 위원
  - 2025. 06 ~ 2025. 08: 제22대 국회 전반기 국방위원회 위원
  - 2025. 08 ~ : 제22대 국회 전반기 환경노동위원회 우원
- 2024년 6월~2024년 7월: 국민의힘 정책위원회 산하 시급한 민생 현안 해결을 위한 AI·반도체특별위원회 위원
- 2024년 6월~: 제22대 국회 국민의힘 기독인회 회장
- 2024년 9월~2024년 10월: 2024년 하반기 재보궐선거 국민의힘 인천광역시 강화군수 보궐선거 인천광역시당 통합선거대책위원회 공동선대위원장
- 2024년 9월~: 국민의힘 호남동행 국회의원 발대식 명예의원(광주광역시)
- 2025년 4월~2025년 5월 국민의힘 김문수 제21대 대통령 선거 경선후보 문수 대통 김문수 승리캠프 선거대책위원장
- 2025년 5월~2025년 6월: 제21대 대통령 선거 국민의힘 김문수 대통령 후보 인천 선거대책위원회 공동선대위원장
- 2025년 5월~2025년 6월: 제21대 대통령 선거 국민의힘 김문수 대통령 후보 공동선대위원장

## 저서

### 공저
- 《87체제를 넘어 새로운 대한민국》, 양문출판사(2025) ISBN 9791198670267

## 사건사고 및 논란

### 세금 체납과 선거 불복 논란
대한민국 제17대 국회의원 선거에서 자신의 세금 체납 사실은 공보에 나온데 반해, 열린우리당 소속 안영근 당선자의 체납 경력은 누락된 선거정보자료가 배부됐다며 선거당선무효 소송을 냈으나, 대법원은 선관위나 안영근 후보측의 고의성을 인정할 수 없고 선거 당시 누락 자료가 이슈화되어 선거권자들이 체납 사실을 알고서 선거를 치른 점, 부재자투표인의 성향 등을 고려할 때 선거의 결과에 영향을 미쳤다고 인정할 수 없다고 판단해 패소판결을 내렸다.

### 전두환 전대통령 차명 은닉자산 상속 의혹과 자녀 재산고지 거부 논란
2013년 8월 당시 전두환 전 대통령의 은닉재산에 대한 검찰 수사가 한창이었던 가운데, 은닉 재산 상속 의혹이 모아졌던 전 전 대통령의 외손녀들, 즉 새누리당 윤상현 의원의 두 딸 재산이 공개될 지에 관심이 모아졌다. 윤 의원은 전 전 대통령의 외동딸인 전효선 씨와 슬하에 두 딸을 뒀으나 2005년 이혼했고, 그가 처음 선거에 나선 지난 17대 총선 후보자 재산 등록 때부터 '타인부양'을 이유로 자녀들의 재산고지를 거부해 왔다. 그러나 재산고지 의무화를 주내용으로 하는 개정안이 국회를 통과하는 경우 윤 의원은 두 딸의 재산을 고지해야 한다. 이와관련, 개정법안 발의자인 김관영 민주당 의원(군산)은 “이번 개정안이 전 전 대통령의 은닉 재산 추적만을 위한 것은 아니다”라고 선을 그으면서도 “역사와 국민을 우롱하고 있는 ‘통잔잔고 29만원’의 전 전 대통령이 이제라도 추징금을 완납해 두 손녀들 앞에 조금이나마 당당해지길 바란다”고 덧붙였다.

### 채동욱 전 검찰 총장 혼외 자녀 의혹 제기 및 증거 논란
2013년 9월 채동욱 전 검찰 총장에게 숨겨둔 혼외 자식이 있다고 주장하던 그는 채 전 총장의 내연의 여인과 아들의 여권에서 혈액형을 봤다고 발언했는데 외교통상부는 여권에 혈액형 기재란 자체가 없어 윤 의원의 주장이 거짓임을 재확인했다. 그럼에도 윤 의원은 끝까지 정보가 사실이며 정보 입수 과정도 합법적인 것이었다고 주장했다.

### 수사 기밀 유출 논란
2013년 새누리당 원내수석부대표를 지내면서 대한민국 국가정보원 여론 조작 사건에 대해 국가정보원을 옹호하는 주장을 하는 과정에서 수사 기밀을 유출했다는 의혹을 받고 있다.
서울중앙지검 특별수사팀은 대한민국 국가정보원 여론 조작 사건에 대해 추가 기소를 하면서 심리정보국직원들이 총 5만5689회에 걸쳐 특정 정당을 지지하거나 반대하는 글을 트위터에 게시한 사실을 밝혔다. 윤상현은 10월 20일 이에 대해 2233건만이 직접적인 증거라고 주장하였다. 윤석열 당시 수사팀장과 검찰은 2233건은 심리정보국 직원중 17일 체포된 두명이 작성 또는 리트윗했다고 자백한 선거 관련 트윗이라고 확인했다. 국정원은 이에 대해 다른 직원들의 트위터에서 트윗을 올리거나 리트윗 활동을 합쳐 총 2만8317건이지 5만5689건이 아니라는 입장을 밝혔다. 검찰은 국정원 직원이 아닌 트윗이라면 국정원에 의해 사실상 고용됐던 외부 조력자가 쓴 것이라고 보고 있다.

### 김무성에 대한 취중 욕설 녹취록 공개 및 정계은퇴 논란
채널 A가 입수한 녹취록에 따르면 2016년 2월 27일 당직자로 추정되는 누군가의 통화 도중 "김무성 죽여버려 이 XX. (비박계) 다 죽여. 그래서 전화했어."라고 했음. 이어 "내가 당 공천에서 그런 XX부터 솎아내라고. 솎아내서 공천에서 떨어뜨리려 한거야."라고 말을 이음. 보도 직후 윤 의원은 기자들에게 문자로 "그 날 저녁 취중에 흥분된 상태에서 잘못된 말을 한 거 같다. 사과드린다."라고 함.
채널 A는 2016년 3월 9일 밤 녹취록을 추가 공개했다. 윤 의원은 '내일(2월28일) 치(쳐)야 대(돼). 그래서 내가 A형한테다가 B형 해가지고 정두언이하고 이야기할 준비가 돼 있어. 김무성이 죽여버리게, 죽여버려'라며 김무성 대표 제거 작전을 다른 친박계 인사들과 논의하겠다는 내용이었다. 여기서 'A형'은 박근혜 정부 실세인 친박 중진 의원, 'B형'은 2012년 대선의 일등공신이라고 덧붙였다. 공교롭게도 윤 의원이 '김무성 공격 시점'으로 잡은 지난달 28일, 이한구 공천관리위원장을 비롯한 친박계 의원들이 일제히 '살생부 파문'을 문제삼으며 김대표를 강하게 몰아세웠고 결국 이튿날 그는 “살생부 실체는 없지만 국민께 사과드린다”고 고개를 숙인 바 있다.
새누리당 제1사무부총장 홍문표 의원은 9일 윤상현 의원의 막말파문에 관련해 정계은퇴를 요구했다. 4·13 국회의원 총선거에 사실상 윤 의원의 불출마를 요구한 것으로 풀이된다. 홍 의원은 이날 오전 MBC 라디오 <신동호의 시선집중>에서 '참 입에 담지 못할 막말을 했기 때문에 정계를 스스로 은퇴를 하든지 자기 거취를 결정해야할 그런 상황이 아닌가'라고 말했다. 홍 의원은 '전당대회에서 당의 대표를 뽑는 것은 국민이 동의를 하고 당원들의 찬반을 얻어서 만들어지는 (것이) 당 대표'라며 '이렇게 민감한 시기에 윤상현 의원의 저런 막말은 저희 당에서 국민에게 부끄러운 것이고, 당원들에게는 죄송할 뿐'이라며 이같이 말했다. 당 공천관리위 우선단수추천소위 위원장인 홍 의원은 이어 '당에는 당헌당규가 있고 이보다 더 작은 막말도 지금 저희들이 심사를 하고 있다'며 '(과거 야당의 ‘노인 폄하’ 발언 논란에) 버금가는 이렇게 민감한 시기에 다시 우리 새누리당에 저런 막말 의원이 있다는 것은 선거를 앞두고 당에 많은 문제점을 던져주는 한 부분'이라고 했다. 그러면서 '이것은 본인이 거취를 결정해야 할 문제가 아닌가 판단한다'고 거듭 강조했다.

### 친박 공천개입 파문 논란
2016년 7월 18일 종합편성채널 TV조선은 윤상현 의원과 최경환 의원이 공천을 앞둔 김성회 예비후보와 나눈 통화내용을 공개하였다. 녹취록은 1월 말에 녹음이 되었으며 내용은 해당 지역구를 서청원 의원이 먼저 자리를 잡았으니 김 전 의원에게 다른 인접 지역구로 옮기라고 종용한 것으로서 총선 개입 의혹이 담겨 있다.

### 유상봉과 후보자 비방 모의 의혹
함바 브로커로 유명한 유상봉은 2020년 총선에서 미래통합당 탈당 후 동구·미추홀구 을 선거구에 출마한 윤상현 후보를 지지하기 위해 미래통합당 후보인 안상수 의원을 비방하였다. 선거 결과 윤상현 후보는 더불어민주당 남영희 후보를 171표차로 제치고, 안상수는 3위를 기록했다. 선거 공작에 윤상현의 보좌관의 개입이 확인됐으나, 윤상현은 자기는 개입하지 않았다고 주장하고 있다. 10월 15일 검찰은 윤상현에 대해 유상봉에게 이익을 제공한 선거법 위반 혐의로 기소했고, 허위사실 유포의 공범 혐의에 대해서는 유상봉에 대한 기소로 공소시효가 정지돼서 계속 수사한다고 밝혔다.

## 기타
- 친박근혜계 정치인 중에서도 '진박'으로 분류된다. 2016년 2월 16일 박근혜 대통령의 국회 연설 이후, 새누리당 윤상현 의원이 인파 속에서 "대통령님 저 여기 있어요"라고 부르자 박근혜 대통령이 "거기 계셨구나"라고 화답한 바 있다.[23] 정치권에서는 평소 '진실함'을 강조하는 박근혜 대통령의 말을 빗대 윤상현 의원을 '윤진실', 최경환 의원은 '최진실'이라고 부르며 '진박(眞朴, 진실한 친(親)박근혜)' 세력으로 구분하기도 한다. 그러나 지금은 홍준표한테 붙어 친홍으로 전향했다.[6]
- 지난 2008년 18대 의원에 당선됐을 때 윤 의원이 공개한 재산은 64억원이었는데 2012년 19대 국회의원 선거전 신고 재산은 212억원으로 대폭 늘었다. 증가분은 배우자 소유분이 대부분으로, 배우자 몫으로 110억원의 유가증권과 40억원의 예금을 신고했다. 유가증권에는 신경아씨가 실질 대주주로 알려진 대선건설 주식 47만9000주가 포함돼 있다.[24] 게다가 신경아 대선건설 상무이사는 2012년 7월 1일 부친인 신준호 푸르밀 회장으로부터 푸르밀 주식 중 총 12만 6천 주(총 지분의 12.6%)를 증여받은 바 있다.[25]
- 그는 석사장교로 단 6개월간 군복무를 하고 육군 소위로 예편했다. 이미 전두환의 사위였던 그는 1988년 5월 14일 육군 소위로 임관 당일 전역해 복무 만료했다. 석사장교란 대학원을 마친 사람이 4개월 훈련, 2개월 전방 소대장 실습만 받으면 군복무를 면제받도록 해 준 제도였고 실질적으로는 훈련과 실습만 받으면 군 복무는 하루도 하지 않고도 제대할 수 있는 제도였다.[26]
- 미국 명문대인 조지타운대에 유학한 동문 중에는 전두환의 아들 전재용(행정학과), 노태우 전 대통령의 아들 노재헌(로스쿨) 등이 있다.[27]

## 가족
- 장인: 신준호(辛俊浩) - 푸르밀회장, 롯데 그룹 신격호 회장의 넷째 동생
  - 처남: 신동학
  - 처남: 신동환
- 배우자: 신경아(대선건설 최대주주이자 상무이사)
  - 장녀: 윤서연
  - 차녀: 윤정연
  - 삼녀

## 역대 선거 결과
|  | 45.79% |

|  | 58.06% |

|  | 57.97% |

|  | 48.10% |

|  | 40.59% |

|  | 50.44% |

## 소속 정당
| 소속 정당 | 소속 정당  | 소속 기간 | 비고      |
| --------- | ---------- | --------- | --------- |
|           | 한나라당   | 2000~2012 | 정계 입문 |
|           | 새누리당   | 2012~2016 | 당명 변경 |
|           | 무소속     | 2016      | 탈당      |
|           | 새누리당   | 2016~2017 | 복당      |
|           | 자유한국당 | 2017~2020 | 당명 변경 |
|           | 미래통합당 | 2020      | 합당      |
|           | 무소속     | 2020~2021 | 탈당      |
|           | 국민의힘   | 2021~현재 | 복당      |

## 저서
- 《윤상현의 세상읽기》
- 《희망으로 가는 푸른 새벽길》
- 《정치 너머의 세상》부제:소통과 공감을 위한 여의도 희망 메시지 -다할미디어 2013년 11월 20일 출간 ISBN 979-1-195-06631-5
- 《일요일의 남자》부제:원내수석 51주의 기록 -다할미디어 2014년 10월 10일 출간 ISBN 979-1-195-06639-1
- 《사무총장 61일의 기록》부제:격동 2014 전략보고서 -다할미디어 2015년 8월 31일 출간 ISBN 979-1-186-30610-9

## 같이 보기
- 남구 을 (인천)
- 동구·미추홀구 을
- 인천 미추홀구의 국회의원